# 엥캄
엥캄(카탈루냐어: Encamp)은 안도라의 교구 중의 하나이다. 이 지역에는 엥골라스테르스 호와 6.2km의 길이로 연결된 케이블카가 있다. 이 지역의 인구는 2007년 기준으로 약 14,000명이다. 지역 중심부는 해발 1,300미터에 달한다.
주요 산업은 관광으로 특히 스키 관광이 주 산업이다.